# Samuel Waldo

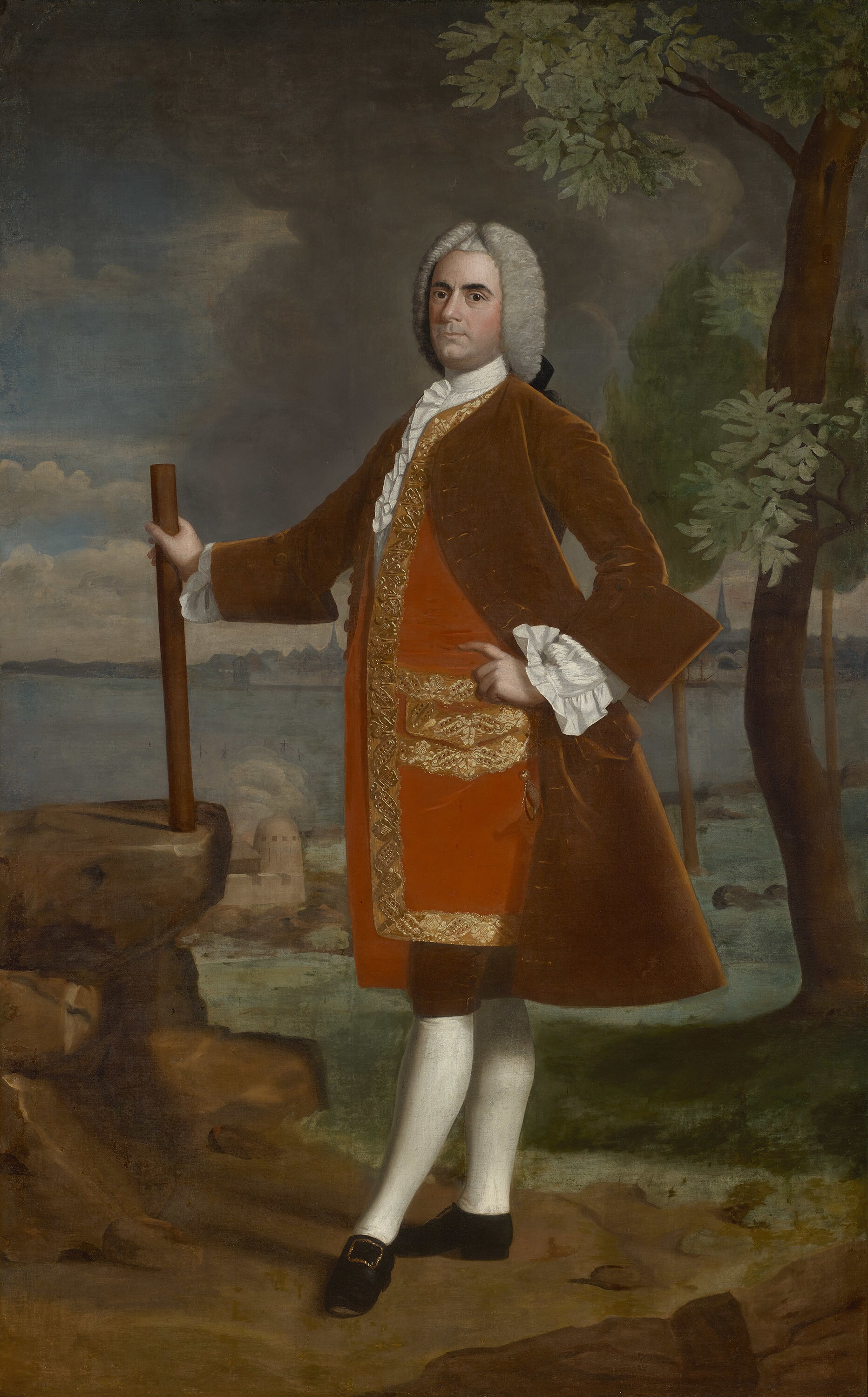
Porträt von Brigadier General Samuel Waldo, etwa 1748–1750, von Robert Feke

Samuel Waldo (* 22. Dezember 1696 in England; † 23. Mai 1759 in Bangor, Maine) war ein amerikanischer Händler, Landspekulant, Brigade-General im King George’s War und ein Politiker der Province of Massachusetts Bay.

## Leben
Samuel Waldo wurde 1696 als Sohn des Händlers Jonathan Waldo, auch von Waldow, und Hannah Mason in England geboren. Die Familie zog 1700 nach Boston, Massachusetts. Dort besuchte er die Boston Latin School und lernte von seiner Mutter zusätzlich deutsch. Im Jahr 1722 heiratete er Lucy Wainwright, mit der er sechs Kinder hatte.
Die Boston Latin School verließ Waldo mit 18 Jahren und arbeitete im Büro seines Vaters. Danach betrieb er zusammen mit seinem Bruder Cornelius Waldo ein Handelsgeschäft, welches ihn nach Europa und zu den Westindischen Inseln führte. Nach Studien in Harvard ging er nach Deutschland und trat in Hannover in die Wachmannschaft von Kurfürst Georg Ludwig, dem späteren König Georg I. von England ein. Er erhielt eine militärische Ausbildung und ging mit ihm nach London. Als sein Vater starb, ging Waldo zurück nach Boston und übernahm das Handelsgeschäft seines Vaters. Dank seiner militärischen Ausbildung wurde er in der Miliz zum Colonel befördert.

### Waldo Patent
Durch seinen Vater kam Waldo in Kontakt mit dem Muscungus-Patent, einen Grant, der am 2. März 1629 vom Plymouth Council an John Beauchamp aus London und Thomas Leverett aus Boston vergeben worden war. Dieser Grant umfasste ein Gebiet, welches heute in etwa den Bundesstaat Maine ausmacht. Nach dem Tod von Beauchamp ging das Patent im Jahr 1714 an John Leverett, dem Erben von Thomas Leverett und Präsidenten des Harvard Colleges. Er teilte das Land in zehn Anteile und übertrug es auf zehn Personen. Diese hatten zwanzig Partner. Als 1726 David Dunbar für die britische Marine alle großen Kiefern beanspruchte, wurde Samuel Waldo als Unterhändler nach London geschickt. Seine Verhandlungen liefen erfolgreich und nach seiner Rückkehr übertrugen die zehn Eigner ihm einen Teil des Grants. Weitere erwarb er später, so dass nach ihm der Grant Waldo Patent genannt wurde. Auf dem Gebiet ließ Waldo von 1733 bis 1740 schottisch-irische und deutsche Familien ansiedeln. Die Siedlungen hatten keinen langen Bestand. Sie wurden von Indianern angegriffen, die Gebäude niedergebrannt und die Einwohner erschlagen oder gefangen genommen.

### Weitere Landspekulationen
Auch in den kanadischen Provinzen spekulierte Waldo. So versuchte er das Patent von William Alexander aus dem Jahr 1621, welches Land in Nova Scotia umfasste, zu übernehmen. Waldo verbrachte in den Jahren 1731, 1732, 1737 und 1738 viel Zeit in London, um den Anspruch auf das Land zwischen den Flüssen St. Croix und St. Lawrence geltend zu machen. Jedoch lehnte die Regierung in London dies im Jahr 1738 ab. Waldos Interesse an Land in diesem Gebiet blieb jedoch bestehen.

### King George’s War
Nachdem der Massachusetts General Court beschlossen hatte, einen Feldzug gegen die Festung Louisbourg zu führen, bat Waldo Gouverneur William Shirley um den Posten des Oberbefehlshabers. Dies wurde abgelehnt, doch Waldo bekam den Rang eines Brigadegenerals unter dem Befehlshaber William Pepperrell und nahm 1745 in führender Position an der Belagerung von Louisbourg teil. Er warb etwa 850 Freiwillige an, das waren mehr als 20 Prozent aller Freiwilligen aus Neu England. Seine Aufgabe war zunächst, den Beschuss der westlichen Mauern aus einer zuvor übernommenen Batterie heraus zu organisieren. Danach übertrug Pepperrell ihm den Angriff auf die Inselbatterie zu organisieren, welcher von den Briten zurückgewiesen wurde. Nach der Eroberung der Festung kehrte Waldo nach Massachusetts zurück.

### Späteres Leben und Tod
Nach einem Streit mit Shirley im Jahr 1749 über die Abrechnung der militärischen Konten der Kolonie, ging Waldo nach London um sich zu verteidigen. Er kehrte in die Kolonie zurück und blieb weiterhin in die Kolonialpolitik und in Landspekulationen involviert. Auch seinen Anspruch auf Nova Scotia erhielt er aufrecht. Nach einem Plan, den er 1757 an William Pitt geschickt hatte, wurde 1758 die Festung Louisbourg, welche nach dem Frieden von 1748 an die Franzosen zurückgegeben worden war, durch Generalmajor Jeffrey Amherst zurückerobert. Dies war für den weiteren Fortgang des Siebenjährigen Kriegs ausschlaggebend.
Samuel Waldo starb am 23. Mai 1759 während einer militärischen Expedition am Ufer des Penobscot Rivers in der Nähe des heutigen Bangors an einem Schlaganfall.
Seine Enkeltochter Lucy Flucker Knox, eine amerikanische Revolutionärin, heiratete den Buchhändler, Artillerieoffizier der Kontinentalarmee und später ersten US-Kriegsminister Henry Knox.
Nach ihm wurden in Maine das Waldo County und die Town Waldoboro benannt.